# 德结布
德结布（藏語：ལྡེ་རྒྱལ་པོ，威利转写：lDe rgyal po，?—?），又译为德加波，《吐蕃王朝世系明鉴正法源流史》作德加波。按照藏族的传统他是吐蕃王朝第22任赞普，吐蕃王朝早期所谓八德王之七。